# Miljömedicin
Miljömedicin är en medicinsk specialitet som ägnar sig åt att studera hur riskfaktorer i omgivningen interagerar med mänsklig hälsa. Det vill säga, miljömedicin är en vetenskapsgren där syftet inte är att bota en sjukdom utan att förklara dess uppkomst ur miljösynpunkt.
Exempel på en miljömedicinsk frågeställning är om luftföroreningar på Sveavägen i Stockholm inverkar på risken att utveckla lungsjukdom. Ett annat exempel är vilka effekter akrylamid på Hallandsåsen hade på människors hälsa.